# 笠不破麻呂
笠 不破麻呂（かさ の ふわまろ、生没年不詳）は、奈良時代の貴族。正五位下・笠吉麻呂の子。官位は従五位下・豊後守。

## 経歴
淳仁朝の天平宝字7年（763年）正月に従五位下に叙爵し、日向守に任ぜられる。その後、同年4月に同じ九州の上国の国司である豊後守に遷るが、同年9月には采女浄庭が後任に任ぜられており、それまでに不破麻呂は豊後守を辞任したとみられる。

## 官歴
『続日本紀』による。
- 時期不明：正六位上
- 天平宝字7年（763年） 正月9日：従五位下、日向守。4月14日：豊後守。9月15日：止豊後守?